# 天童ワイン
天童ワイン株式会社（てんどうワイン）は、山形県天童市に本社を置く酒造メーカー。

## 概要
天童市はワインに使われるブドウの開花から収穫期までの降雨量が少なく、日照時間が長い盆地型気候であり、ブドウ栽培の理想の気候である土地である。この環境を活かし製造しているワインである。ブドウ以外にも山形の名産ラ・フランスなどを使ったワインも製造している。
かつては1852年創業の酒屋を営んでいたが、戦時中の企業整備等もあり廃業。その後、天童の土地で、地元のものを生かして何か作れないかと考えた末に天童がブドウの産地であることに着目し、1984年に天童ワインが誕生した。
山形県産ナイアガラ種を低温発酵させた甘口のワイン「ナイアガラ」は国産ワインコンクール2010の北米系白部門で銅賞を受賞している。

## 沿革
- 1984年（昭和59年） - 天童ワイン設立。

## アクセス
- 車
  - 山形自動車道山形北ICから10分
  - 東北中央自動車道天童ICから10分